# Церковь Николая Чудотворца (Куйбышево)
Церковь Николая Чудотворца — православный храм в селе Куйбышево Ростовской области. Относится к Куйбышевскому благочинию Ростовской-на-Дону епархии Русской Православной церкви.

## История
В феврале 1785 году в селе Голодаевке (ныне Куйбышево) была заложена первая деревянная церковь во имя Святителя Николая. Церковь строилась на средства генерал-майора Д. М. Мартынова. Через два года церковь была построена и освящена. Со временем деревянная церковь обветшала. Возникла необходимость строительства в селе нового храма. Деревянная церковь в 1838 году по предписанию местного начальства была снесена.
По просьбе прихожан и помещиков в селе в октябре 1836 года был построен молитвенный дом. Новый деревянный молитвенный дом был освящен в декабре 1836 года.
В 1843 году с благословения архиепископа Новочеркасского и Георгиевского в селе началось строительство нового каменного храма. Храм строился на средства помещиков Мартыновых. Из-за неурожаев и распрей между помещиками начатое строительство затянулось до 1860 года. В конце концов храм был построен, хотя и с отклонением от плана.
Построенный большой каменный храм просуществовал до 1938 года, когда он был полностью разрушен.
До 1991 года в селе не было церкви. В 1991 году здесь был построен новый молитвенный дом. В селе возобновилась приходская жизнь. И вновь было задумано строительство большой каменной церкви. Сооружение церкви на средства прихожан началось в 2003 году, когда был заложен фундамент нового храма. Неспешное строительство продолжалось в 2007 году с возведением стен, в 2009 году — с окончанием кирпичной кладки стен, строительством кровли и звонницы. Для храма был приобретен колокол весом 420 кг и малая звонница. В 2012 году на храм были установлены семь позолоченных куполов. Великое освящение храма в честь святителя Николая архиепископа Чудотворца состоялось в декабре 2014 года. Чин освящения провел митрополит Ростовский и Новочеркасский Меркурий.
В настоящее время это действующий храм. При храме работает воскресная школа.

## Священнослужители
Священник отец Андрей Беспалов.